# Ferdinand Henrik Jøhnke
Ferdinand Henrik (Heinrich) Jøhnke (født 11. maj 1837 i København, død 6. januar 1908 sammesteds) var en dansk søofficer og marineminister.
F.H. Jøhnke var født i København, søn af snedkermester Josias Jøhnke (1809-1862) og Henriette, f. Lindsted (1810-1890). 
F.H. Jøhnkes virksomhed var væsentligst knyttet til Søminevæsenet, af hvis udvikling han har indlagt sig betydelig fortjeneste, og hvis virksomhedsområde under hans forvaltning blev meget udvidet. Allerede som løjtnant ansattes han derved, i 1879 blev han afdelingschef for det aktive Søminevæsen, og han forblev i denne stilling indtil man i 1885 overdrog ham kommandoen over korpset.
Da forsvarssagen i 1876 under den politiske partistrid blev stærkt drøftet, udgav F.H. Jøhnke en bog, Flydende Forter, hvori han tog til orde for et forsvar af hovedstaden fra søsiden ved hjælp af sådanne. Med urette blev dette rent saglige skrift taget til indtægt af partiet Venstre, hvilket i forbigående bragte ham i et noget skævt forhold til en del af hans kolleger. 
I 1901 blev han udpeget som marineminister i Ministeriet Deuntzer (24. juli 1901 – 14. januar 1905)
Han blev gift med Julie Sophie (født Reitzel 31. oktober 1830), datter af boghandler C.A. Reitzel og Sophie, født Thostrup.

## Militær karriere
- 1857 løjtnant
- 1874 kaptajn
- 1885 udnævnt til kommandør og chef for Søminekorpset
- 1899 kontreadmiral
- 1902 viceadmirals karakter

## Togter
- 1858-59 korvetten Heimdal til Dansk Vestindien
- 1864 fregatten Niels Juel, hvor han deltog i slaget ved Helgoland
- 1868-69 krydseren Diana til Dansk Vestindien
- 1869 chef for kanonbåden Schrødersee
- 1875 chef for kanonbåden Falster
- 1876 chef for kanonbåden Møen
- 1878 næstkommanderende i fregatten Sjælland.